# Raionul Mlîniv, Rivne
Mlîniv (în ucraineană Млинівський район, transliterat: Mlînivskîi raion) este un raion în regiunea Rivne, Ucraina. Reședința sa este așezarea de tip urban Mlîniv.

## Demografie
Componența lingvistică a raionului Mlîniv
     Ucraineană (99,22%)
     Alte limbi (0,73%)
Conform recensământului din 2001, majoritatea populației raionului Mlîniv era vorbitoare de ucraineană (99,22%), existând în minoritate și vorbitori de alte limbi.